# Carnet anthropométrique
Das Carnet anthropométrique (Anthropometrisches Identitätsbuch) war ein obligatorisches französisches Verwaltungsdokument, mit dem die Bewegung von Nichtsesshaften auf französischem Hoheitsgebiet identifiziert und überwacht werden konnte. Seine Einführung 1912 in der Abgeordnetenkammer wurde in erster Linie mit der Gruppe der Roma begründet. 1969 wurde es durch das Livret de circulation ersetzt.
Dieses Identitätsbuch wurde durch das Gesetz vom 16. Juli 1912 über die Ausübung ambulanter Berufe und die Freizügigkeit der Nichtsesshaften eingeführt. Es war für alle Nichtsesshaften über 13 Jahre obligatorisch und sollte alle Bewegungen dokumentieren, um eine genaue Überwachung dieser Bevölkerungsgruppen zu ermöglichen. Die individuellen Carnets mussten täglich an jedem Haltepunkt der Nichtsesshaften von den örtlichen Beamten (Bürgermeister, Beigeordnete, seltener Lehrer und Feldhüter) unterschrieben werden. Parallel dazu besaßen die Nichtsesshaftengruppen kollektive Carnets mit den Namen aller Personen, einschließlich der Kinder, die zu klein waren, um ein individuelles Carnet mit sich zu führen.
Es enthielt verschiedene anthropometrische Daten, Fingerabdrücke und Passfotos im Profil und in der Frontalansicht. Dieser Prozess der Erfassung entsprach der Logik der Entwicklung von Überwachungstechniken im Zuge der Entwicklung der Bertillonage.
Am 3. Januar 1969 wurde das Gesetz aufgehoben, die Nichtsesshaften wurden als Fahrende bezeichnet und das Carnet wurde durch das Livret de circulation ersetzt. Dessen Abschaffung wurde 2015 von der Nationalversammlung beschlossen.